# 폴란드 축음기 산업 협회

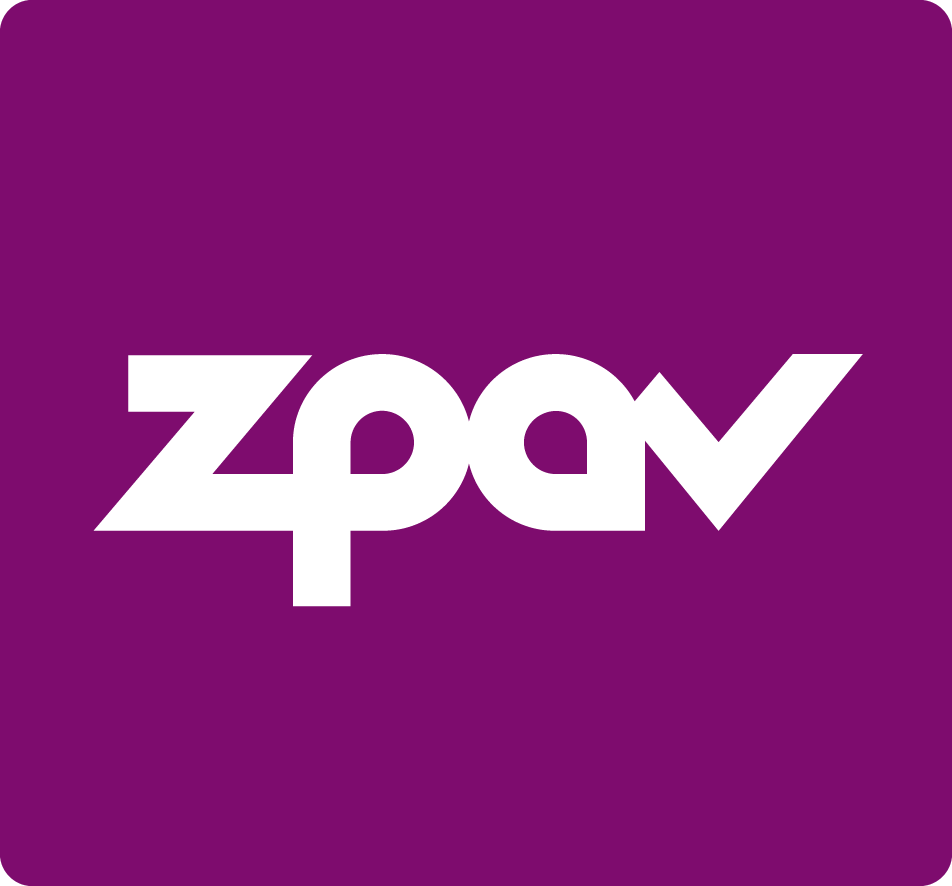

폴란드 축음기 산업 협회(폴란드어: Związek Producentów Audio-Video)는 폴란드 음악 산업의 이익을 대변하는 단체로, 국제 음반 산업 협회의 폴란드 지부이다. 1991년 설립되어 폴란드의 문화부에 의해 폴란드의 포노그람과 비디오그램 제작자의 권리를 관리할 수 있는 권한을 부여받고 있다. 또한 폴란드의 음악 차트를 만들고, 판매량에 따른 인증을 수여한다.

## 같이 보기
- 음반 판매 인증 목록